# Малярчук Олександр Ярославович
Малярчук Олександр Ярославович — майор Збройних сил України, 79-а окрема аеромобільна бригада, заступник командира батальйону.

## Життєпис
Брав участь у миротворчій місії в Косово, перебував там 8 місяців.
В березні 2014-го бригада по тривозі виїхала на бойові позиції у Херсонську область; звідти переведені в зону антитерористичної операції.
Поранений в боях за Слов'янськ під час спецоперації на початку червня 2014-го; каже, що хтось із «своїх» в міністерстві оборони повідомляє інформацію супротивнику — бійці не встигли в'їхати до міста, як були обстріляні. 3 червня майору Малярчуку БТРом переїхало ногу — відстрілювався лежачи о 3-й годині ночі. Чекали авіацію, відбили 2 атаки, третю відбити не змогли, літаків не дочекалися, терористи почали рострілювати їх із мінометів. Лікується в Київському військовому госпіталі.
Його дружина Олена Іллівна займається волонтерством для 79-бригади. Родина виховує сина Гліба.

## Нагороди
19 липня 2014 року — за особисту мужність і героїзм, виявлені у захисті державного суверенітету та територіальної цілісності України, вірність військовій присязі під час російсько-української війни, відзначений — нагороджений орденом Богдана Хмельницького III ступеня.